# Nuna
Nuna es el segundo extended play (EP) —promocionado como el tercero—de la rapera estadounidense Jessi, publicado el 30 de julio de 2020 por el sello discográfico P Nation. El álbum incluye una variedad de géneros como hip hop y R&B, y contiene seis pistas, entre ellas los sencillos «Who Dat B», «Drip» y «Nunu Nana».

## Antecedentes y lanzamiento
Tras finalizar su contrato con YMC Entertainment en 2018, Jessi firmó con P Nation en enero de 2019, y se convirtió en la primera artista en unirse al sello fundado por el cantante y productor PSY. Antes del lanzamiento del EP, se publicaron dos sencillos digitales que más tarde serían incluidos en el álbum: «Who Dat B» y «Drip», este último en colaboración con Jay Park.
El 21 de julio de 2020, P Nation anunció oficialmente el regreso de Jessi con un nuevo EP titulado Nuna, programado para el 30 de julio. La campaña promocional incluyó imágenes conceptuales, avances del video musical y un calendario de actividades. El sencillo principal, «Nunu Nana», fue lanzado simultáneamente con el álbum, acompañado de un videoclip con la participación de Lee Hyori.

## Lista de canciones
- Créditos adaptados de Melon.[8]

| Nuna  |                                         | |                                                                  |                                                      |          |  |
| N.º   | Título                                  | Letras                                                                                              | Música                                                           | Arreglos                                             | Duración |  |
| 1.    | «Nunu Nana» (눈누난나; Nunnu Nanna)     | Jessi, PSY, Illson, Penomeco, Damian, JohnJohn, Jaero                                               | Yoo Gun-hyung, Penomeco, Jeon Byeong-il                          | Yoo Gun-hyung, Jeon Byeong-il, Phil (Kang Pil-seong) | 3:15     |  |
| 2.    | «Star»                                  | Illson, Jaero, Jessi                                                                                | Yoo Gun-hyung, Jessi, Jaero                                      | Yoo Gun-hyung, Phill (Kang Pil-seong)                | 3:01     |  |
| 3.    | «Put It on Ya» (con BM de Kard y Nafla) | Jessi, Nafla, BM, JohnJohn, Jaero                                                                   | CUZD, JohnJohn                                                   | CUZD, JohnJohn                                       | 2:50     |  |
| 4.    | «Numb»                                  | Emma Hannah Roberts, Dallas Austin, Max Martin, Richard Stannard, Bifficco, Matt Rowe, Diane Warren | Emile Ghantous, Angel Taylor, Jessi, Peter Chun, Aurora Pfeiffer | Angel Taylor, Jessi, Peter Chun, Aurora Pfeiffer     | 3:29     |  |
| 5.    | «Who Dat B»                             | Double K, Jessi, Brian Lee                                                                          | Brian Lee, Jessie Lauren Foutz                                   | Brian Lee, A-$Sharp, Phill (Kang Pil-seong)          | 3:17     |  |
| 6.    | «Drip» (con Jay Park)                   | Jessi, Jay Park, JohnJohn                                                                           | Jessi, JohnJohn, CUZD                                            | JohnJohn, CUZD                                       | 3:32     |  |
| 19:24 |                                         | |                                                                  |                                                      |          |  |

## Historial de lanzamiento
| Región        | Fecha               | Formato                                     | Distribuidora     |
| ------------- | ------------------- | ------------------------------------------- | ----------------- |
| Corea del Sur | 30 de julio de 2020 | Disco compacto, descarga digital, streaming | P-Nation, Kakao M |
| Mundo         | 30 de julio de 2020 | Descarga, streaming                         | P-Nation          |